# Tomás Ángel
Tomás Ángel, né le 20 février 2003 à Birmingham en Angleterre, est un footballeur colombien qui évolue au poste d'avant-centre au San Diego FC.

## Biographie

### En club
Né à Birmingham en Angleterre, Tomás Ángel est formé en Colombie, jouant pour le C.D. Estudiantil avant de rejoindre l'Atlético Nacional en 2020, où il poursuit sa formation. Il joue son premier match en professionnel avec ce club le 31 janvier 2021, lors d'une rencontre de championnat face au Deportivo Pereira. Il entre en jeu et son équipe l'emporte par cinq buts à deux.

#### Los Angeles FC
Le 31 janvier 2024, Tomás Ángel signe en faveur du Los Angeles FC pour un contrat courant jusqu'en décembre 2026, avec une année supplémentaire en option.

#### San Diego FC
Le 9 décembre 2024, il rejoint le San Diego FC, franchise nouvellement créée, à compter de 2025 jusqu'en 2026, avec une option pour 2027,.

### En sélection
Tomás Ángel représente l'équipe de Colombie des moins de 19 ans avec laquelle il joue un total de trois matchs en 2021, et marque un but.
Ángel est convoqué avec l'équipe de Colombie des moins de 20 ans pour participer à la coupe du monde des moins de 20 ans en 2023. Lors de cette compétition organisée en Argentine il se fait notamment remarquer en huitièmes de finale en marquant deux buts contre la Slovaquie, permettant à son équipe de s'imposer par cinq buts à un. Son équipe est ensuite battue par l'Italie en quarts de finale (1-3 score final).

## Vie privée
Tomás Ángel est le fils de l'ancien footballeur international colombien Juan Pablo Ángel. Il est né à Birmingham en Angleterre lorsque son père évoluait sous les couleurs d'Aston Villa.